# 16 de março
16 de março é o 75.º dia do ano no calendário gregoriano (76.º em anos bissextos). Faltam 290 dias para acabar o ano.

## Eventos históricos

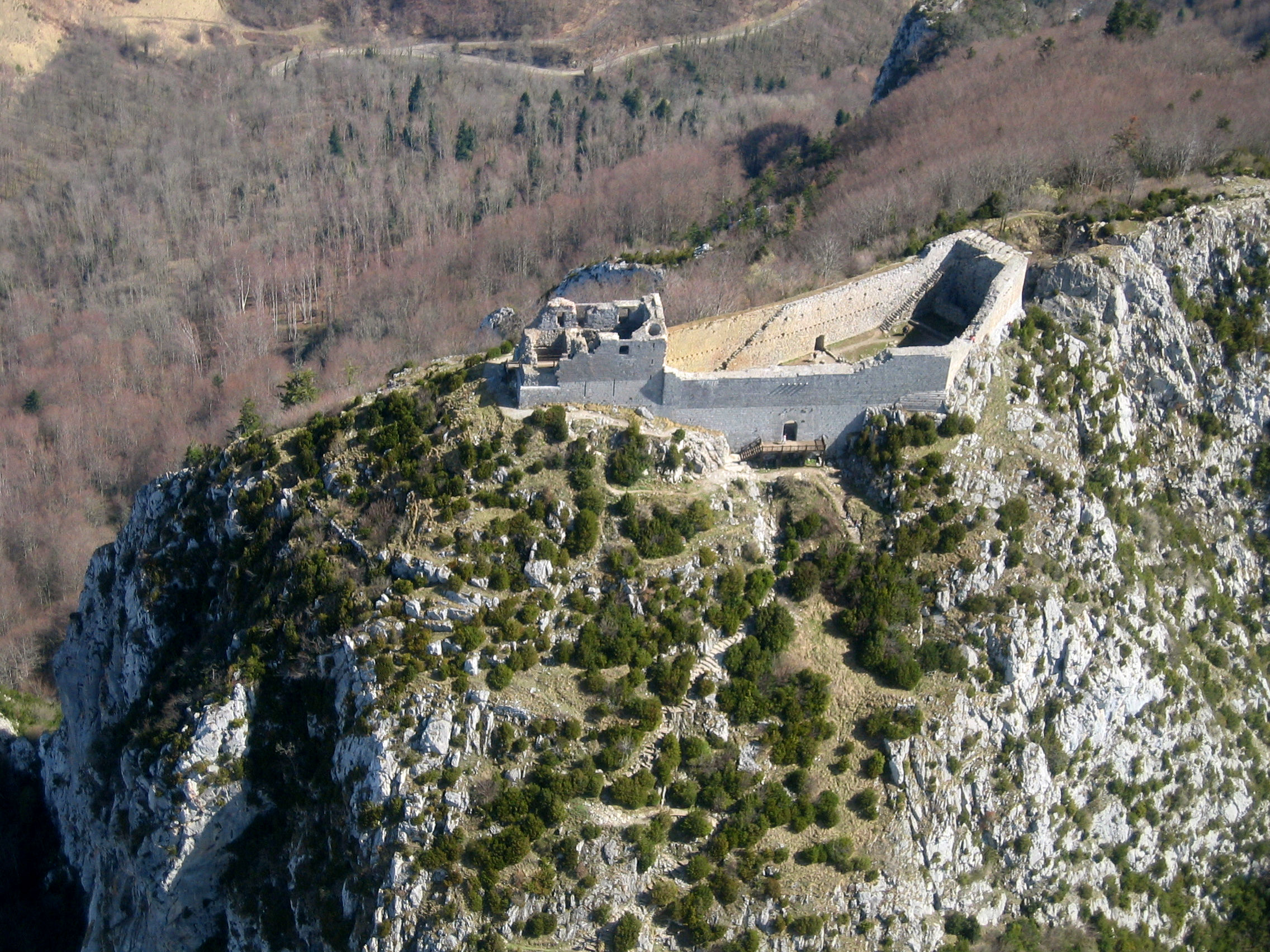
1244: Os cátaros rendem-se às tropas católicas no Castelo de Montségur

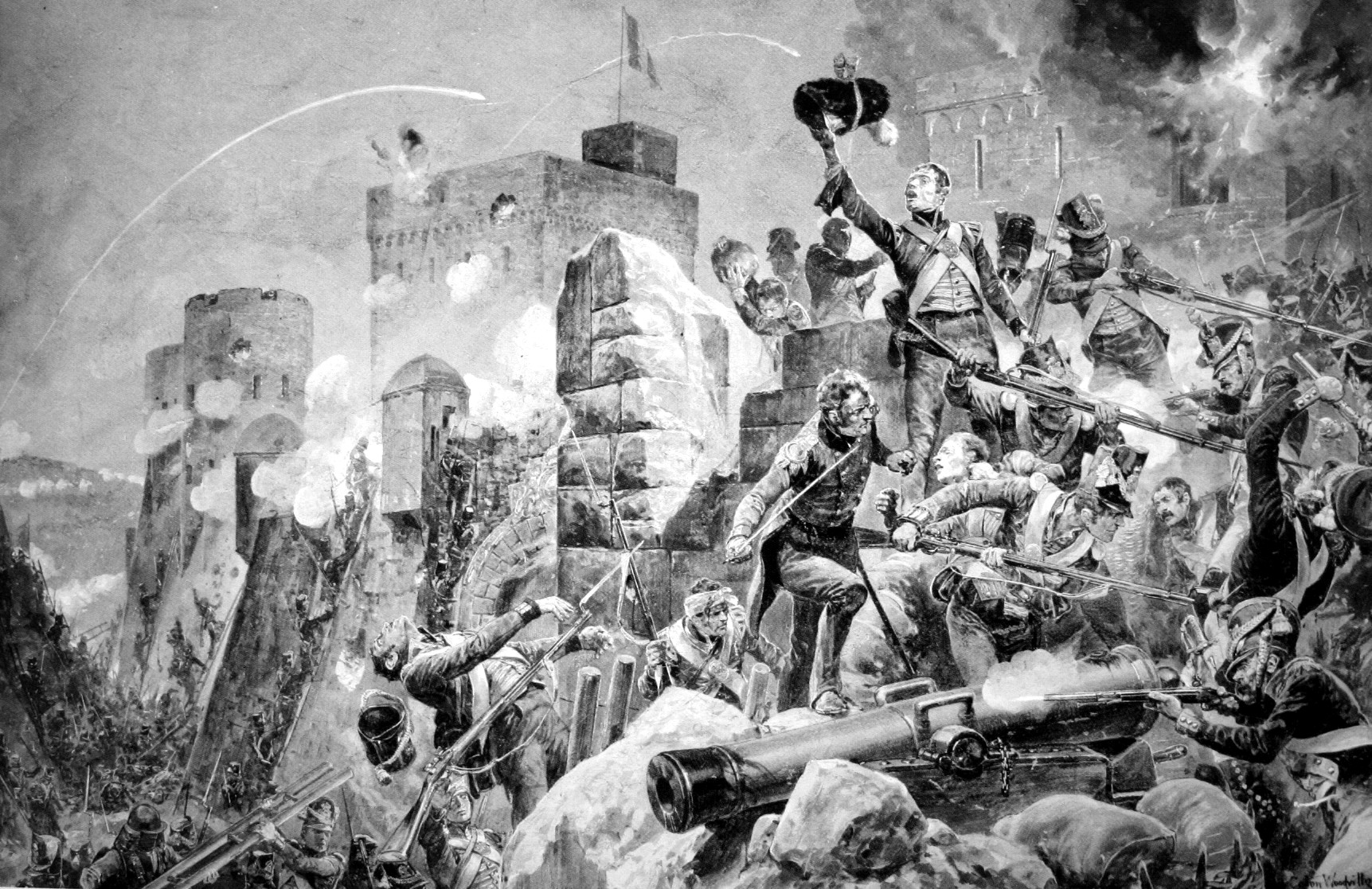
1812: O Cerco de Badajoz

1926: Robert Hutchings Goddard e o primeiro voo de foguete propelido a combustível líquido, em Auburn, Massachusetts

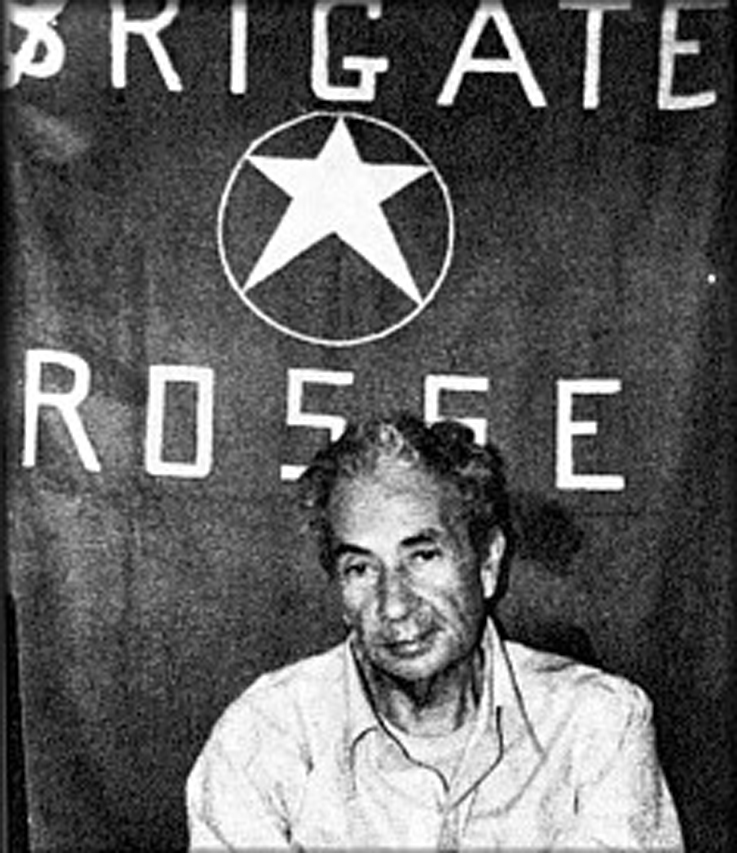
1978: Aldo Moro mantido em cativeiro pelo grupo terrorista Brigadas Vermelhas

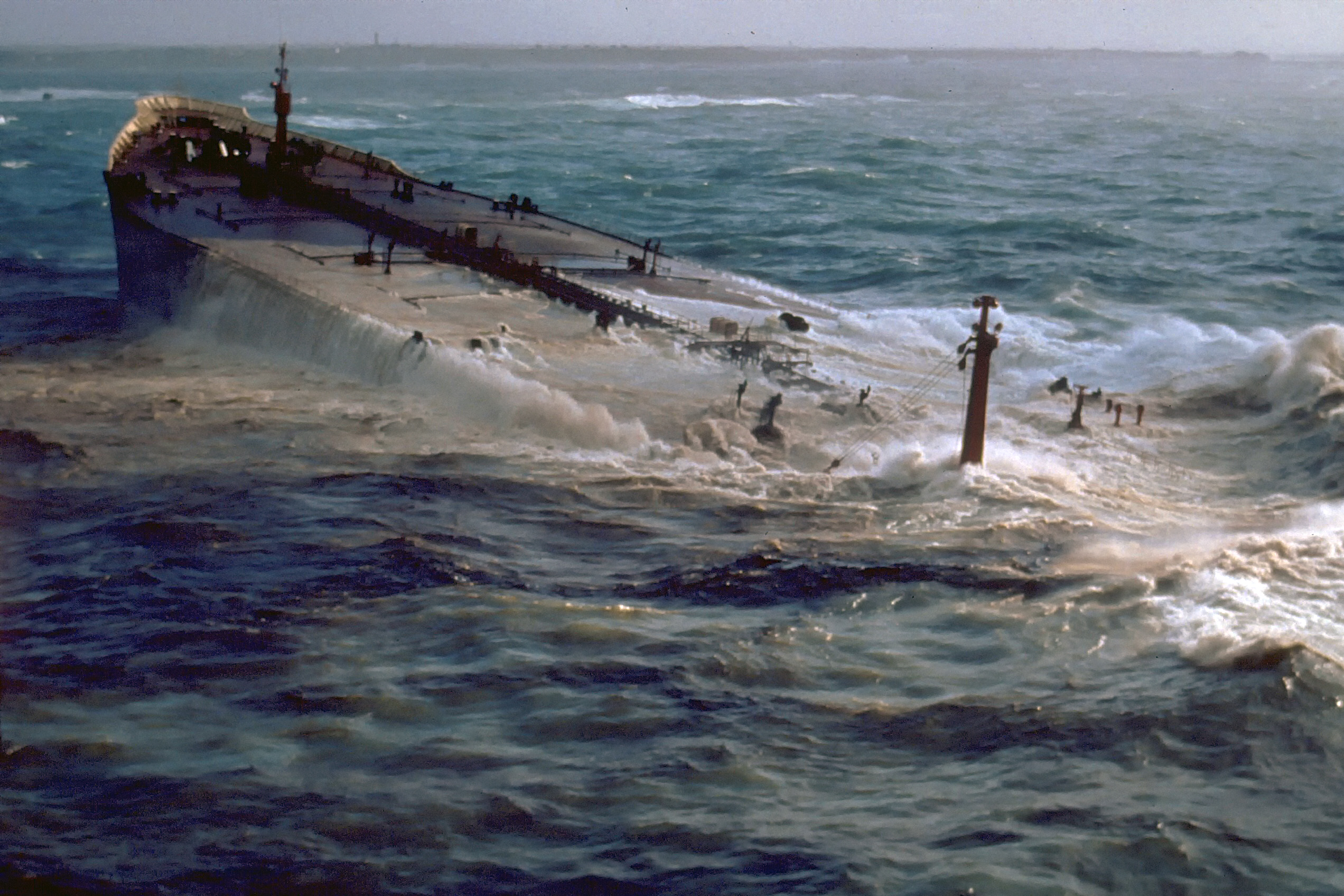
1978: Super petroleiro Amoco Cadiz afunda no litoral de Ploudalmézeau

- 597 a.C. — Os babilônios capturam Jerusalém e substituem Jeconias por Zedequias como rei de Judá.
- 0455 — O imperador Valentiniano III é assassinado por dois serviçais hunos, quando treinava com arco e flecha no Campo de Marte (Roma).
- 1190 — Os cruzados iniciam o massacre de judeus na Torre de Clifford, Iorque, Inglaterra.
- 1244 — Os cátaros rendem-se às tropas católicas após vários meses de resistência no interior do Castelo de Montségur. 522 cátaros, que se recusaram a aceitar a fé católica, são queimados publicamente.
- 1521 — Fernão de Magalhães chega à ilha de Homonhon, nas atuais Filipinas, com 150 tripulantes. Os membros de sua expedição se tornaram os primeiros espanhóis a chegar ao arquipélago filipino, mas não foram os primeiros europeus. Chegaram em três pequenos navios: Concepcion, Trinidad e Victoria e chamaram o lugar de Arquipélago de São Lázaro, porque era dia de São Lázaro de Betânia.
- 1660 — O Parlamento Longo da Inglaterra é dissolvido para se preparar para o novo Parlamento da Convenção.[1]
- 1762 — Os embaixadores de França e Espanha entregam ao Governo português uma exigência que Portugal aderisse ao Pacto de Família dos Bourbons, evento que desencadearia a Guerra Fantástica.
- 1792 — O rei Gustavo III da Suécia é baleado, morre em 29 de março.
- 1812 — O Cerco de Badajoz as forças britânicas e portuguesas cercam e derrotam a guarnição francesa durante a Guerra Peninsular.
- 1815 — O Príncipe Guilherme proclama-se rei do Reino Unido dos Países Baixos, o primeiro monarca constitucional dos Países Baixos.
- 1872 — Os Wanderers F.C. vencem a primeira Copa da Inglaterra, a competição de futebol mais antiga do mundo, vencendo por 1-0 o Royal Engineers A.F.C. no estádio The Oval em Londres.
- 1900 — Arthur Evans adquire as terras ao redor das ruínas de Cnossos, o maior sítio arqueológico da Idade do Bronze em Creta, Grécia.
- 1916 — Toma posse em Portugal o 13.º governo republicano, chefiado pelo presidente do Ministério António José de Almeida. O chamado governo da União Sagrada, uma coligação de emergência entre os dois principais partidos políticos para fazer face à participação portuguesa na Primeira Guerra Mundial.
- 1924 — Fiume é formalmente anexada pela Itália do regime fascista de Mussolini.
- 1926 — Robert Goddard lança com sucesso o primeiro foguete propelido a combustível líquido do mundo em Auburn, Massachusetts, Estados Unidos.
- 1935 — Adolf Hitler ordena o rearmamento da Alemanha violando o Tratado de Versalhes. A obrigação do serviço militar foi reintroduzida para a formação da Wehrmacht.
- 1939 — Do Castelo de Praga, Hitler proclama a Boêmia e a Morávia um protetorado alemão.
- 1942 — É realizado pela Alemanha Nazista o primeiro teste do Foguete V-2. Ele explode no início do lançamento.
- 1945
  - Segunda Guerra Mundial: termina a Batalha de Iwo Jima, travada entre tropas estadunidenses e japonesas, com a derrota dos japoneses. Porém permaneceram alguns focos de resistência japonesa.
  - 90% da cidade alemã de Würzburg é destruída, com 5 000 mortos, em apenas 20 minutos de bombardeio britânico.
- 1955 — A Força Aérea dos Estados Unidos inicia oficialmente o desenvolvimento de um avançado satélite de reconhecimento para possibilitar uma vigilância contínua de "áreas pré-selecionadas da Terra", a fim de "determinar o status da capacidade bélica de um inimigo em potencial".
- 1957 — Brasil: criação da Rede Ferroviária Federal, reunindo 18 ferrovias regionais e tendo como intuito promover e gerir o desenvolvimento no setor de transportes ferroviários.
- 1958 — É inaugurado o Parque Zoológico de São Paulo, no Brasil.
- 1966 — Lançamento da Gemini VIII, o 12.º voo espacial tripulado dos Estados Unidos e o primeiro a realizar a acoplagem com o módulo Agena.
- 1968 — Guerra do Vietnã: no Massacre de Mỹ Lai, cerca de 350 a 500 civis vietnamitas (homens, mulheres e crianças) são mortos por tropas estadunidenses.
- 1969 — Um McDonnell Douglas DC-9 da companhia aérea venezuelana VIASA cai em Maracaibo, Venezuela, matando 155 pessoas.
- 1974 — É frustrada uma tentativa de golpe de Estado, em Portugal, conhecido como Levantamento das Caldas.
- 1977 — Assassinato de Kamal Jumblatt, o principal líder das forças antigovernamentais na Guerra Civil Libanesa.
- 1978
  - Aldo Moro é sequestrado pelo grupo terrorista Brigadas Vermelhas na Itália e mais tarde assassinado.
  - O Senado dos Estados Unidos ratifica o Tratado de Neutralidade. Nesse tratado, os Estados Unidos mantêm o direito permanente de defender o canal do Panamá de qualquer ameaça que possa interferir com seu serviço neutro continental a navios de todos os países.
  - O superpetroleiro Amoco Cadiz se divide em dois após encalhar no litoral de Ploudalmézeau, resultando no maior vazamento de petróleo da história até aquele momento.
- 1979 — Guerra sino-vietnamita: o Exército de Libertação Popular cruza a fronteira de volta para a China, pondo fim ao conflito.
- 1988
  - No Panamá, o general Manuel Noriega sobrevive a uma tentativa de golpe de Estado que ele alegou ter sido incitado pelos Estados Unidos.
  - Massacre de Halabja: a cidade curda de Halabja no Iraque é atacada com armas químicas sob as ordens de Saddam Hussein, matando 5 000 e ferindo cerca de 10 mil pessoas.
- 1990 — O recém-eleito presidente do Brasil Fernando Collor de Mello por meio de sua ministra da fazenda Zélia Cardoso de Mello declara o confisco de todas as cadernetas de poupança do país com mais de 50 mil cruzeiros.
- 1995 — O estado do Mississippi ratifica formalmente a Décima Terceira Emenda à Constituição dos Estados Unidos, tornando-se o último estado daquele país a aprovar a abolição da escravatura. A Décima Terceira Emenda foi oficialmente ratificada em 1865.
- 1998 — O Papa João Paulo II pede desculpas pela omissão e silêncio de alguns católicos romanos durante o Holocausto.
- 2005 — Israel oficialmente entrega a cidade de Jericó para o controle da Autoridade Nacional Palestina.
- 2010 — Em Uganda, um incêndio devasta os Túmulos dos Reis do Buganda em Kasubi, adicionados à lista de Patrimônio Mundial.
- 2014 — A Crimeia vota um referendo controverso para se separar da Ucrânia e se juntar à Rússia.
- 2022 — Um sismo de magnitude 7,4 ocorre na costa de Fukushima, no Japão, matando 4 pessoas e ferindo 225.

## Nascimentos

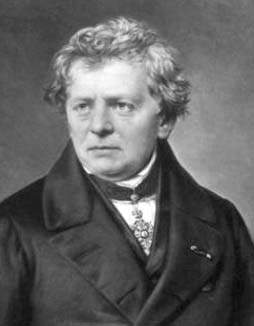
Georg Simon Ohm

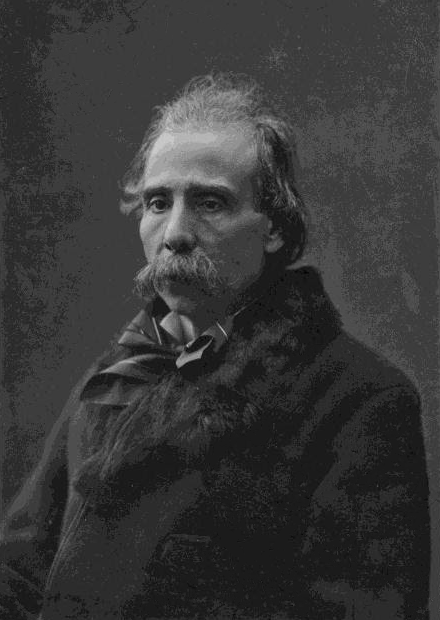
Camilo Castelo Branco

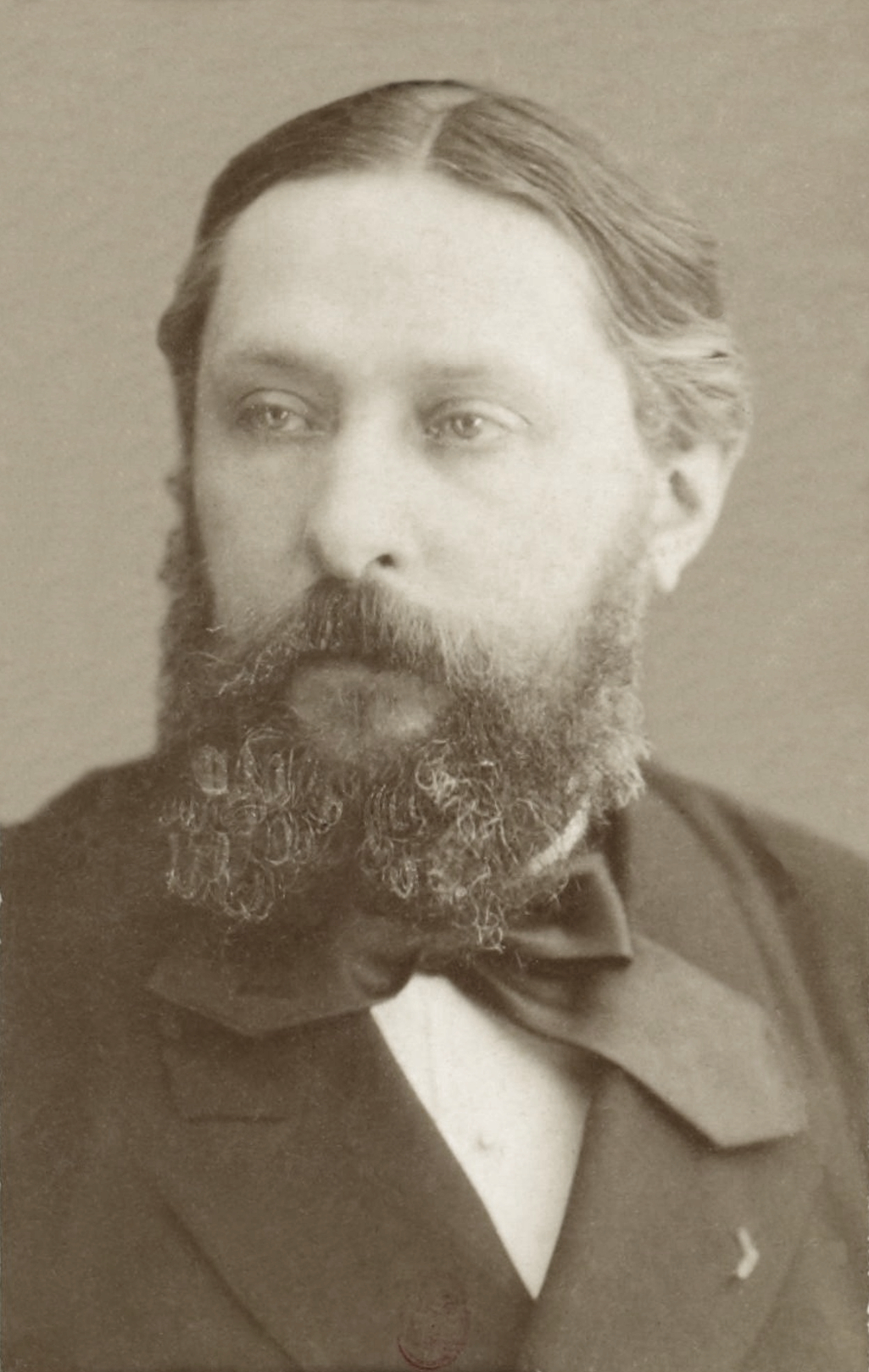
Sully Prudhomme

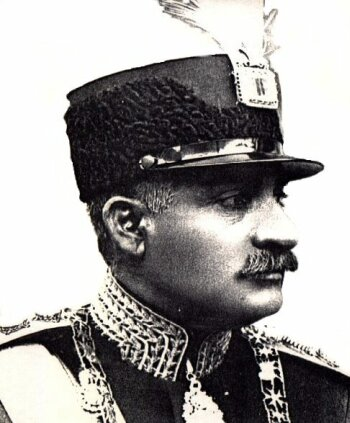
Reza Xá Pahlavi

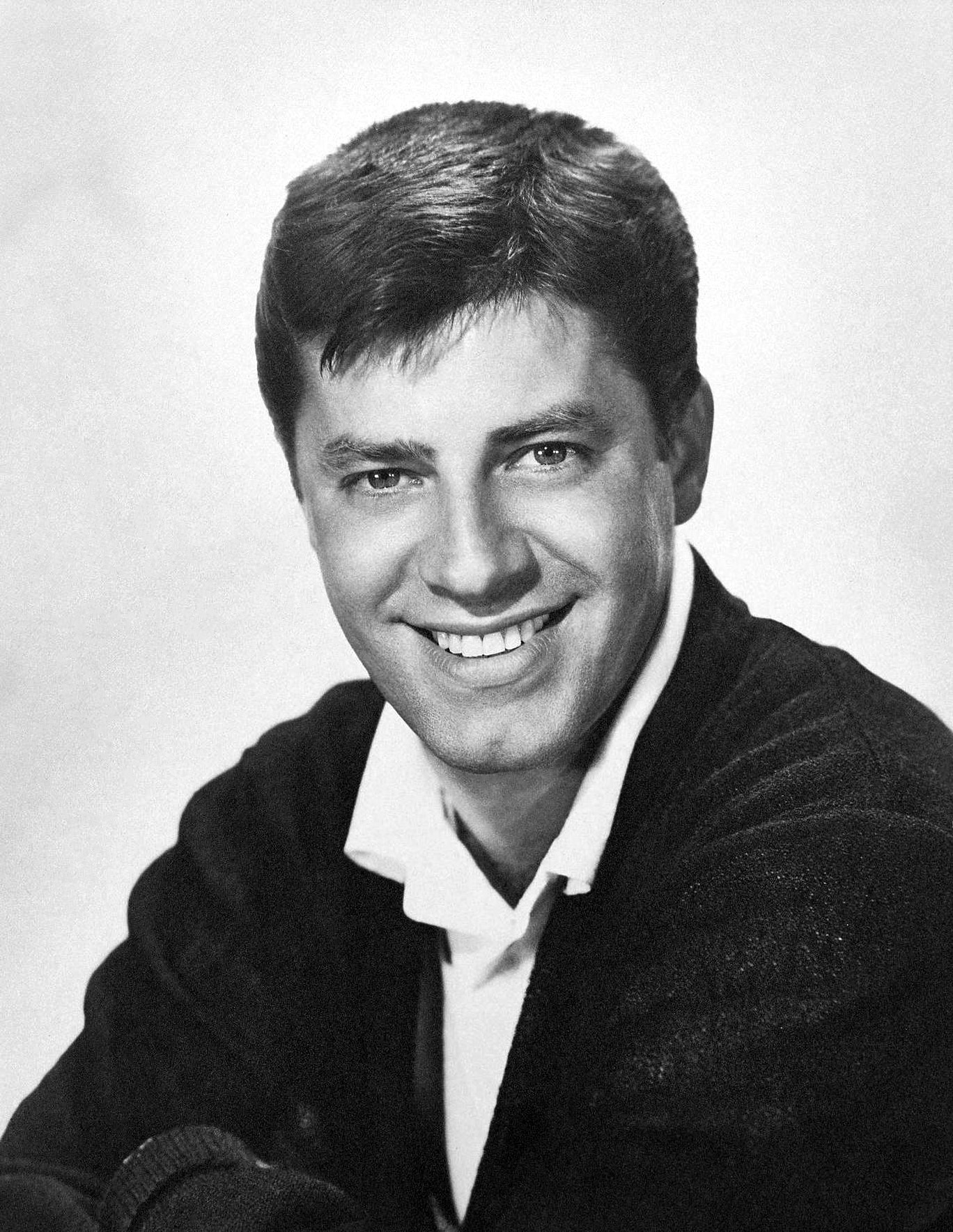
Jerry Lewis

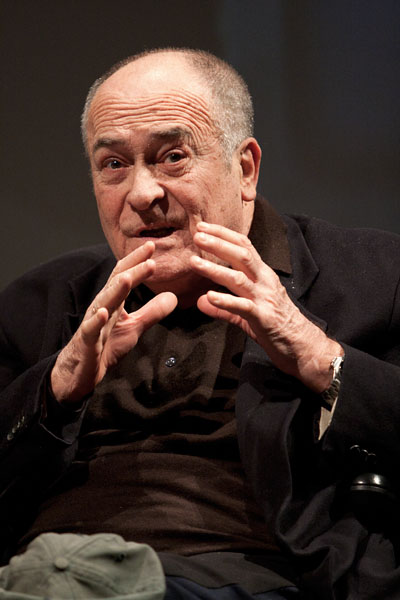
Bernardo Bertolucci

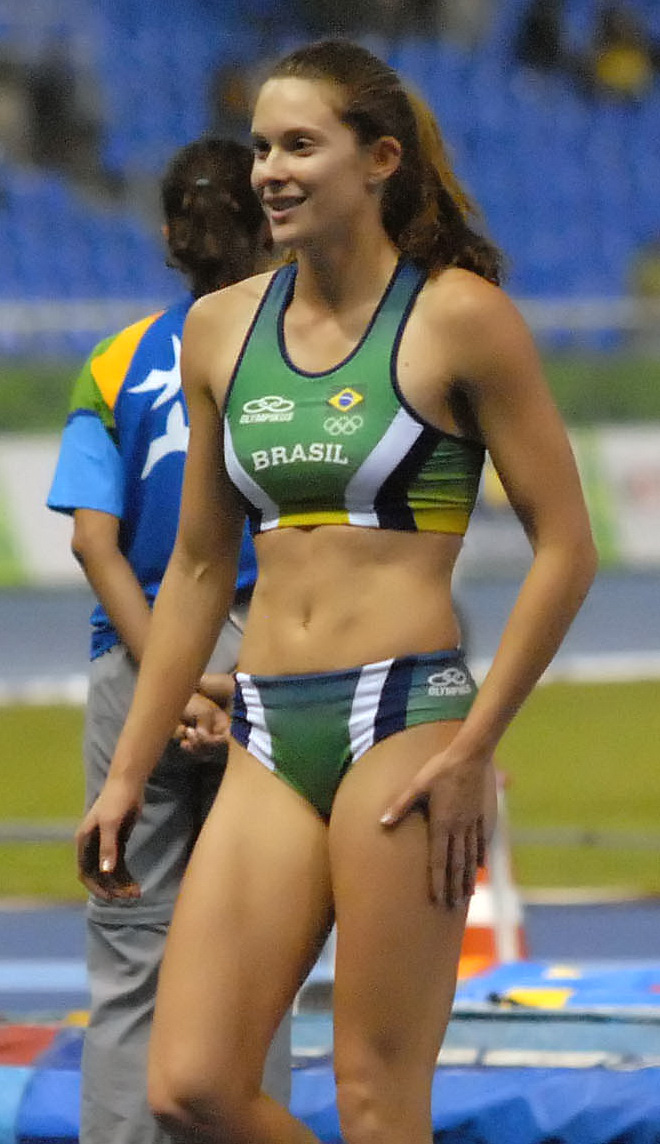
Fabiana Murer

### Anteriores ao século XIX
- 1445 — Johann Geiler von Kaysersberg, sacerdote e teólogo suíço (m. 1510).
- 1465 — Cunegunda da Áustria, arquiduquesa da Áustria (m. 1520).
- 1473 — Henrique IV, Duque da Saxônia (m. 1541).
- 1476 — Francisco Pizarro, conquistador e explorador espanhol (m. 1541).
- 1687 — Sofia Doroteia de Hanôver, rainha consorte da Prússia (m. 1757).
- 1721 — Tobias Smollett, escritor britânico (m. 1771).
- 1729 — Maria Luísa de Leiningen-Falkenburg-Dagsburg (m. 1818).
- 1750 — Caroline Herschel, astrônoma teuto-britânica (m. 1848).
- 1751 — James Madison, acadêmico e político americano (m. 1836).
- 1755 — Jakob Laurenz Custer, botânico suíço (m. 1828).
- 1756 — Jean-Baptiste Carrier, político francês (m. 1794).
- 1771 — Antoine-Jean Gros, pintor francês (m. 1835).
- 1773 — Juan Ramón Balcarce, general e político argentino (m. 1836).
- 1774 — Matthew Flinders, navegador e cartógrafo britânico (m. 1814).
- 1782 — José António da Silva Torres, militar português (m. 1848).
- 1789 — Georg Simon Ohm, físico e matemático alemão (m. 1854).
- 1794
  - João de Deus de Castro Lobo, compositor brasileiro (m. 1832).
  - Ami Boué, geólogo e etnógrafo austríaco (m. 1881).
- 1799 — Anna Atkins, botânica e fotógrafa britânica (m. 1871).
- 1800 — Ninkō, imperador do Japão (m. 1846).

### Século XIX
- 1813 — Gaëtan de Rochebouët, primeiro-ministro francês (m. 1899).
- 1817 — João Jacinto de Mendonça, médico e político brasileiro (m. 1869).
- 1818 — George Paget, político e soldado britânico (m. 1880).
- 1819 — José Maria da Silva Paranhos, político e estadista brasileiro (m. 1880).
- 1820 — Enrico Tamberlik, tenor italiano (m. 1889).
- 1822
  - Rosa Bonheur, pintora e escultora francesa (m. 1899).
  - John Pope, general americano (m. 1892).
- 1823 — William Henry Monk, organista e compositor britânico (m. 1889).
- 1825 — Camilo Castelo Branco, escritor português (m. 1890).
- 1839
  - Sully Prudhomme, poeta e crítico francês, ganhador do Prêmio Nobel (m. 1907).
  - John Butler Yeats, pintor irlandês (m. 1922).
- 1840 — Shibusawa Eiichi, empresário japonês (m. 1931).
- 1842 — João de Bragança infante português (m. 1861).
- 1846
  - Magnus Gösta Mittag-Leffler, matemático e acadêmico sueco (m. 1927).
  - Rebecca Cole, médica e reformadora social americana (m. 1922).
- 1848 — Axel Heiberg, financiador e diplomata norueguês (m. 1932).
- 1851 — Martinus Beijerinck, microbiologista e botânico neerlandês (m. 1931).
- 1856 — Napoleão Eugênio, Príncipe Imperial da França (m. 1879).
- 1857 — Olegário Pinto, militar e político brasileiro (m. 1944).
- 1859 — Alexander Stepanovich Popov, físico e acadêmico russo (m. 1906).
- 1866 — Fileto Pires Ferreira, político brasileiro (m. 1917).
- 1874 — Frédéric François-Marsal, primeiro-ministro francês (m. 1958).
- 1877 — Reza Xá Pahlavi, xá iraniano (m. 1941).
- 1878
  - Clemens August von Galen, cardeal alemão (m. 1946).
  - José Carlos da Maia, político português (m. 1921).
- 1882 — James Lightbody, atleta americano (m. 1953).
- 1888 — Josué de Barros, compositor, instrumentista e cantor brasileiro (m. 1959).
- 1889 — Reggie Walker, atleta sul-africano (m. 1951).
- 1892 — César Vallejo, poeta, dramaturgo e jornalista peruano (m. 1938).
- 1893 — Herbert von Bose, político alemão (m. 1934).
- 1895 — Ernest Labrousse, historiador francês (m. 1988).
- 1897 — Conrad Nagel, ator americano (m. 1970).
- 1900 — Cantulina Garcia Pacheco, sacerdotisa brasileira (m. 2004).

### Século XX

#### 1901–1950
- 1901 — Alexis Chantraine, futebolista belga (m. 1987).
- 1906
  - Henny Youngman, violinista e comediante anglo-americano (m. 1998).
  - Francisco Ayala, sociólogo, escritor e tradutor espanhol (m. 2009).
- 1907 — Alexander Solomon Wiener, serólogo estadunidense (m. 1976).
- 1908 — Robert Rossen, diretor, produtor e roteirista americano (m. 1966).
- 1909 — Ernesto Nathan Rogers, arquiteto, escritor e educador italiano (m. 1969).
- 1910 — Aladár Gerevich, esgrimista húngaro (m. 1991).
- 1911
  - Josef Mengele, médico, capitão e assassino em massa alemão (m. 1979).
  - Pierre Harmel, advogado e político belga (m. 2009).
- 1912
  - Pat Nixon, primeira-dama estadunidense (m. 1993).
  - José Iraragorri, futebolista espanhol (m. 1983).
- 1913 — Jack Sher, roteirista e cineasta estadunidense (m. 1988).
- 1915 — Kunihiko Kodaira, matemático e acadêmico japonês (m. 1997).
- 1916
  - Mercedes McCambridge, atriz estadunidense (m. 2004).
  - Tsutomu Yamaguchi, engenheiro e empresário japonês (m. 2010).
- 1918 — Frederick Reines, físico e acadêmico americano, ganhador do Prêmio Nobel (m. 1998).
- 1920
  - Traudl Junge, secretária alemã (m. 2002).
  - John Addison, militar e compositor anglo-americano (m. 1998).
  - Leo McKern, ator australiano-britânico (m. 2002).
  - Dorothea Binz, oficial alemã (m. 1947).
  - Carlos Alberto Madeira, jurista e escritor brasileiro (m. 1998).
  - Tonino Guerra, poeta, escritor e roteirista italiano (m. 2012).
- 1924 — Urbano José Allgayer, religioso brasileiro (m. 2019).
- 1925
  - Cornell Borchers, atriz e cantora lituano-alemã (m. 2014).
  - Luis Ernesto Miramontes, químico e engenheiro mexicano (m. 2004).
- 1926 — Jerry Lewis, ator e comediante estadunidense (m. 2017).
- 1927
  - Vladimir Komarov, aviador, engenheiro e astronauta russo (m. 1967).
  - Manuel Cargaleiro, pintor e ceramista português.
  - Daniel Patrick Moynihan, sociólogo e político estadunidense (m. 2003).
- 1928
  - Christa Ludwig, soprano e atriz alemã (m. 2021).
  - Karlheinz Böhm, ator austríaco (m. 2014).
- 1930 — Tommy Flanagan, pianista e compositor americano (m. 2001).
- 1931
  - Augusto Boal, diretor de teatro, escritor e político brasileiro (m. 2009).
  - Hélio Garcia, político brasileiro (m. 2016).
  - Acúrsio Carrelo, futebolista e jogador de hóquei português (m. 2010).
  - Anthony Kenny, filósofo e acadêmico britânico.
- 1932
  - Walter Cunningham, coronel, aviador e astronauta estadunidense (m. 2022).
  - Antônio Luiz Coimbra de Castro, militar brasileiro (m. 2004).
- 1933
  - Lupe Cotrim, poetisa brasileira (m. 1970).
  - Teresa Berganza, soprano e atriz espanhola (m. 2022).
- 1934 — Roger Norrington, violinista e maestro britânico.
- 1935
  - Juca de Oliveira, ator brasileiro.
  - Peter de Klerk, automobilista sul-africano (m. 2015).
- 1936
  - Raymond Vahan Damadian, inventor armênio-americano (m. 2022).
  - Fred Neil, cantor, compositor e guitarrista americano (m. 2001).
- 1937
  - Attilio Nicora, cardeal italiano (m. 2017).
  - Amos Tversky, psicólogo e acadêmico israelense-americano (m. 1996).
  - Constança Capdeville, compositora portuguesa (m. 1992).
  - Djalma Bastos de Morais, político brasileiro (m. 2020).
- 1939 — Carlos Bilardo, ex-futebolista e técnico de futebol argentino.
- 1941
  - Robert Guéï, militar e político marfinense (m. 2002).
  - Bernardo Bertolucci, diretor de cinema e roteirista italiano (m. 2018).
  - Juarez Machado, artista plástico brasileiro.
- 1942
  - Mangabinha, músico brasileiro (m. 2015).
  - Gijs van Lennep, ex-automobilista neerlandês.
  - Nelson Morro, político brasileiro.
- 1943
  - Hans Heyer, ex-automobilista alemão.
  - Maruja Torres, escritora e jornalista espanhola.
- 1944 — Andrew Stuart Tanenbaum, cientista da computação e acadêmico americano.
- 1946
  - José Dirceu, político brasileiro.
  - Judy Zebra Knight, médium e escritora estadunidense.
- 1947 — James Sladky, ex-patinador artístico estadunidense (m. 2017).
- 1948
  - Pablito Calvo, ator espanhol (m. 2000).
  - Michael Bruce, cantor, compositor e guitarrista estadunidense.
- 1949
  - Erik Estrada, ator estadunidense.
  - Glyn Watts, ex-patinador artístico britânico.
  - Selma Egrei, atriz brasileira.
  - Victor Garber, ator e cantor canadense.
- 1950
  - Edhem Šljivo, ex-futebolista bósnio.
  - Maciej Świątkowski, político polonês.

#### 1951–2000
- 1951
  - Jaques Wagner, político brasileiro.
  - Abdelmajid Bourebbou, ex-futebolista argelino.
- 1952 — Philippe Kahn, empresário e inventor francês.
- 1953
  - Isabelle Huppert, atriz francesa.
  - Richard Matthew Stallman, cientista da computação e programador estadunidense.
- 1954 — Nancy Wilson, cantora, compositora, guitarrista, produtora e atriz estadunidense.
- 1955
  - Bruno Barreto, diretor, produtor e roteirista brasileiro.
  - Luís Eduardo Magalhães, político brasileiro (m. 1998).
  - Linda Lepomme, cantora e atriz belga.
  - Luiz Carlos Tavares Franco, futebolista e treinador de futebol brasileiro (m. 2019).
- 1956
  - Clifton Powell, ator, diretor e produtor estadunidense.
  - Yoriko Shōno, escritora japonesa.
  - Alf Segersäll, ex-ciclista sueco.
  - Eveline Widmer-Schlumpf, advogada e política suíça.
- 1957 — Carlos Lupi, político brasileiro.
- 1958
  - Kate Worley, escritora americana (m. 2004).
  - Jorge Ramos, jornalista e escritor mexicano-americano.
  - Branco Mello, músico brasileiro.
- 1959
  - Steve Marker, músico estadunidense.
  - Gary Basaraba, ator canadense.
  - Jens Stoltenberg, economista e político norueguês.
  - Flavor Flav, rapper e ator estadunidense.
  - Michael Bloomfield, ex-astronauta estadunidense.
  - Wander Borges, político brasileiro.
- 1960
  - Zurab Azmaiparashvili, enxadrista georgiano.
  - Kenny Bolin, empresário norte-americano.
- 1961 — Todd McFarlane, escritor, ilustrador e empresário canadense.
- 1962
  - Marco Antônio Pâmio, ator e diretor teatral brasileiro.
  - Franck Fréon, ex-automobilista francês.
- 1963
  - Jerome Flynn, ator e cantor britânico.
  - Kevin Tod Smith, ator e cantor neozelandês (m. 2002).
- 1964
  - Patty Griffin, cantora e compositora americana.
  - Pascal Richard, ciclista suíço.
  - Gore Verbinski, diretor, produtor e roteirista estadunidense.
  - Joël Corminbœuf, ex-futebolista suíço.
  - H.P. Baxxter, músico alemão.
- 1965
  - Belén Rueda, atriz espanhola.
  - Utut Adianto, enxadrista indonésio.
  - Cristiana Reali, atriz brasileira.
- 1966 — John Doyle, ex-futebolista estadunidense.
- 1967
  - Tracy Bonham, cantora e violinista americana.
  - Lauren Graham, atriz e produtora estadunidense.
  - Terry Phelan, ex-futebolista e treinador de futebol irlandês.
- 1968
  - Gustavo Sotelo, ex-futebolista paraguaio.
  - Adílson Batista, ex-futebolista e treinador de futebol brasileiro.
  - David MacMillan, químico britânico.
- 1969
  - Judah Friedlander, comediante e ator americano.
  - Ice Blue, rapper brasileiro.
  - Harold Sakuishi, mangaka japonês.
- 1971
  - Alan Tudyk, ator americano.
  - Márcio, ex-futebolista brasileiro.
  - Carlos Velasco Carballo, ex-árbitro de futebol espanhol.
  - Christiane Pelajo, jornalista brasileira.
  - Marcelo Batista, jornalista brasileiro.
- 1973
  - Andrey Mizourov, ex-ciclista de estrada cazaque.
  - Rodrigo Vidal, ator mexicano.
- 1974
  - Adel Nefzi, ex-futebolista tunisiano.
  - Brian Baloyi, ex-futebolista sul-africano.
  - Narvik Sirkhayev, ex-futebolista azeri.
  - Jamie Pollock, ex-futebolista e treinador de futebol britânico.
- 1975
  - Sienna Guillory, atriz e modelo britânica.
  - Luciano Castro, ator argentino.
- 1976
  - Blu Cantrell, cantora, compositora e produtora americana.
  - Susanne Ljungskog, ciclista sueca.
  - Zhu Chen, enxadrista chinesa.
  - Pál Dárdai, ex-futebolista e treinador de futebol húngaro.
- 1977
  - Alyson Kiperman, atriz estadunidense.
  - Dino Fava Passaro, ex-futebolista italiano.
  - Thomas Rupprath, nadador alemão.
- 1978
  - Brooke Burns, modelo, personalidade da televisão e atriz estadunidense.
  - Jorge Corrula, ator português.
- 1979
  - Christina Liebherr, ginete suíça.
  - Édison Méndez, ex-futebolista equatoriano.
  - Adriana Fonseca, atriz mexicana.
  - Andrei Stepanov, ex-futebolista estoniano.
  - Daniel Osorno, ex-futebolista mexicano.
- 1980
  - Felipe Reyes, ex-jogador de basquete espanhol.
  - Bahri Tanrıkulu, taekwondista turco.
- 1981
  - Curtis Granderson, ex-jogador de beisebol americano.
  - Fabiana Murer, ex-atleta de salto com vara brasileira.
  - Yoav Ziv, ex-futebolista israelense.
  - Mikoyam Tavares, futebolista cabo-verdiano.
- 1982 — Miguel Comminges, ex-futebolista guadalupino.
- 1983
  - Stephen Drew, ex-jogador de beisebol estadunidense.
  - Nicolas Rousseau, ex-ciclista de estrada francês.
  - Döwletmyrat Ataýew, futebolista turcomeno.
- 1984
  - Sharon Cherop, maratonista queniana.
  - Vladimir Arabadzhiev, automobilista búlgaro.
  - Ernesto Cristaldo, ex-futebolista boliviano.
- 1985
  - Eddy Lover, cantor e compositor panamenho.
  - Aleksiy Sokirskiy, lançador de martelo russo.
  - Sarmento, ex-futebolista português.
  - Paul Kessany, ex-futebolista gabonês.
  - Gocha Khojava, ex-futebolista georgiano.
- 1986
  - Toney Douglas, jogador de basquete americano.
  - Ken Doane, wrestler estadunidense.
  - Bernard Parker, ex-futebolista sul-africano.
  - Daisuke Takahashi, ex-patinador no gelo japonês.
  - Demerson, ex-futebolista brasileiro.
  - Kohei Tokita, ex-futebolista japonês.
  - Alexandra Daddario, modelo e atriz estadunidense.
- 1987
  - Tiiu Kuik, modelo estoniana.
  - Fabien Lemoine, ex-futebolista francês.
- 1988
  - Agustín Marchesín, futebolista argentino.
  - Ukra, ex-futebolista português.
- 1989
  - Blake Griffin, jogador de basquete americano.
  - Jung So-min, atriz sul-coreana.
  - Magalie Pottier, ciclista francesa.
  - Theo Walcott, ex-futebolista britânico.
  - Lukas Königshofer, futebolista austríaco.
- 1990
  - Carlo Pinsoglio, futebolista italiano.
  - Boris Vukčević, ex-futebolista alemão.
- 1991
  - Reggie Bullock, jogador de basquete americano.
  - Wolfgang Van Halen, baixista americano.
  - Jimmy Best, wrestler português.
  - Admir Mehmedi, ex-futebolista suíço.
- 1993
  - Marine Lorphelin, modelo francesa.
  - Andy Najar, futebolista hondurenho.
  - Anggisu Barbosa, futebolista timorense.
  - Fernando Henrique da Conceição, futebolista brasileiro.
  - Andreas Cornelius, futebolista dinamarquês.
- 1994
  - Joel Embiid, jogador de basquete camaronês.
  - Camilo, cantor e compositor colombiano.
  - Pathé Ciss, futebolista senegalês.
  - Paulinho Moccelin, futebolista brasileiro.
- 1995
  - Alexander Barboza, futebolista argentino.
  - Pedro Barros, skatista brasileiro.
- 1996 — Ivan Toney, futebolista britânico.
- 1997
  - Florian Neuhaus, futebolista alemão.
  - Dominic Calvert-Lewin, futebolista britânico.
- 1998
  - Martin Hongla, futebolista camaronês.
  - Mohamed Ibrahim El-Sayed, lutador egípcio.
  - Lil Keed, rapper e compositor norte-americano (m. 2022).
- 2000 — Jalen Smith, jogador de basquete norte-americano.

### Século XXI
- 2002 — Isabelle Allen, atriz britânica.

## Mortes

### Anteriores ao século XIX
- 0037 — Tibério, imperador romano (n. 46 a.C.).
- 0455
  - Valentiniano III, imperador romano (n. 419).
  - Heráclio, oficial romano (n. ?).
- 0933 — Taquim, o Cazar, comandante e político egípcio (n. ?).
- 1072 — Adalberto de Bremen, arcebispo alemão (n. 1000).
- 1181 — Henrique I de Champanhe (n. 1127).
- 1185 — Balduíno IV de Jerusalém (n. 1161).
- 1279 — Joana de Dammartin, rainha consorte de Castela e Leão (n. 1220).
- 1405 — Margarida III da Flandres (n. 1350).
- 1410 — João Beaufort, 1.º Conde de Somerset, almirante e político franco-inglês (n. 1373).
- 1425 — Leonardo Dati, frade e humanista italiano (n. 1360).
- 1485 — Ana Neville, rainha consorte da Inglaterra (n. 1456).
- 1544 — Luís V, Eleitor Palatino (n. 1478).
- 1690 — Elizabeth Herbert, Marquesa de Powis (n. c. 1634).
- 1698 — Leonora Christina Ulfeldt, condessa dinamarquesa (n. 1621).
- 1736 — Giovanni Battista Pergolesi, organista e compositor italiano (n. 1710).
- 1747 — Cristiano Augusto, Príncipe de Anhalt-Zerbst (n. 1690).

### Século XIX
- 1801 — Alexandra Pavlovna da Rússia (n. 1783).
- 1805 — Franz Xaver von Wulfen, jesuíta, botânico, físico, matemático e mineralogista alemão (n. 1728).
- 1814 — Henri Auguste Duval, médico e botânico francês (n. 1777).
- 1838 — Nathaniel Bowditch, capitão e matemático americano (n. 1773).
- 1841 — Félix Savart, físico e psicólogo francês (n. 1791).
- 1846 — Manuel Rengifo, político chileno (n. 1793).
- 1858 — Christian Gottfried Daniel Nees von Esenbeck, botânico alemão (n. 1776).
- 1861 — Vitória de Saxe-Coburgo-Saalfeld, nobre britânica (n. 1786).
- 1872 — José Maria Rita de Castelo Branco, nobre português (n. 1788).
- 1888 — Lazare Hippolyte Carnot, político francês (n. 1801).
- 1892
  - Samuel F. Miller, advogado e político americano (n. 1827).
  - Karl Aberle, botânico austríaco (n. 1818).
- 1893 — Luís Olímpio Teles de Menezes, jornalista brasileiro (n. 1828).
- 1894 — William Pengelly, geólogo e arqueólogo britânico (n. 1812).
- 1898 — Aubrey Beardsley, escritor e ilustrador britânico (n. 1872).

### Século XX
- 1909 — George Thorndike Angell, criminologista e filantropo norte-americano (n. 1823).
- 1914
  - Charles Albert Gobat, advogado e político suíço, ganhador do Prêmio Nobel (n. 1843).
  - John Murray, oceanógrafo, biólogo e limnologista britânico (n. 1841).
- 1916 — Henrique Hermeto Carneiro Leão, médico brasileiro (n. 1847).
- 1930
  - Blanche Coventry, Condessa de Coventry (n. 1842).
  - Miguel Primo de Rivera, general e político espanhol (n. 1870).
- 1935
  - John James Rickard Macleod, médico e fisiologista britânico, ganhador do Prêmio Nobel (n. 1876).
  - Aaron Nimzowitsch, jogador de xadrez letão-dinamarquês (n. 1886).
  - Francisco Rivas Moreno, jornalista, economista, político espanhol (n. 1851).
- 1936 — Marguerite Durand, atriz, jornalista e ativista francesa (n. 1864).
- 1937 — Austen Chamberlain, político britânico (n. 1863).
- 1940 — Selma Lagerlöf, escritora e acadêmica sueca, ganhadora do Prêmio Nobel (n. 1858).
- 1944 — David Prain, botânico britânico (n. 1857).
- 1945 — Edmund Delabarre, investigador e professor de psicologia estadunidense (n. 1863).
- 1949 — Thomas P. Gore, político estadunidense (n. 1870).
- 1952 — Alcindo de Azevedo Sodré, político e historiador (n. 1895).
- 1955
  - Nicolas de Staël, pintor e ilustrador franco-russo (n. 1914).
  - Aloísio de Liechtenstein, príncipe (n. 1869).
- 1956 — Nicolau de Araújo Vergueiro, político brasileiro (n. 1882).
- 1957 — Constantin Brâncuși, escultor, pintor e fotógrafo romeno-francês (n. 1876).
- 1959
  - António Botto, poeta português (n. 1897).
  - Frederico Carlos Hoehne, botânico e ecólogo brasileiro (n. 1882).
- 1963
  - William Beveridge, economista e reformista social britânico (n. 1879).
  - Isabel Maria da Áustria, nobre austríaca (n. 1883).
- 1968
  - Mario Castelnuovo-Tedesco, pianista e compositor ítalo-americano (n. 1895).
  - Gunnar Ekelöf, poeta e tradutor sueco (n. 1907).
- 1970 — Tammi Terrell, cantora estadunidense (n. 1945).
- 1971
  - Bebe Daniels, atriz americana (n. 1901).
  - Thomas E. Dewey, advogado e político americano (n. 1902).
- 1972 — Milton Ribeiro, ator brasileiro (n. 1921).
- 1973 — José Gorostiza, poeta mexicano (n. 1901).
- 1975 — T-Bone Walker, cantor, compositor e guitarrista estadunidense (n. 1910).
- 1977 — Kamal Jumblatt, advogado e político libanês (n. 1917).
- 1979
  - Jean Monnet, economista e político francês (n. 1888).
  - Dirceu Mendes Arcoverde, médico e político brasileiro (n. 1925).
- 1985 — Eddie Shore, jogador de hóquei no gelo canadense-americano (n. 1902).
- 1986 — Armando Albuquerque, compositor e musicólogo brasileiro (n. 1901).
- 1988 — Erich Probst, futebolista austríaco (n. 1927).
- 1990 — Djair Brindeiro, político brasileiro (n. 1910).
- 1992 — José Inácio Bettencourt da Silveira, militar português (n. 1928).
- 1993
  - Johnny Cymbal, cantor escocês-estadunidense (n. 1945)
  - Natália Correia, activista social, escritora e poetisa portuguesa (n. 1923).
- 1995 — Paul Kipkoech, atleta queniano (n. 1963).
- 1998
  - Derek Barton, químico e acadêmico anglo-americano, ganhador do Prêmio Nobel (n. 1918).
  - Jacson Damasceno Rodrigues, religioso brasileiro (n. 1948).

### Século XXI
- 2002
  - Carmelo Bene, ator, dramaturgo e cineasta italiano (n. 1937).
  - Livardo Alves, compositor brasileiro (n. 1936).
- 2003
  - Rachel Corrie, ativista americana (n. 1979).
  - Ronald Ferguson, capitão, jogador e treinador de polo britânico (n. 1931).
  - Andrée Crabbé Rocha, ensaísta portuguesa (n. 1917).
- 2004 — Maria Simma, mística e escritora católica austríaca (n. 1915).
- 2005 — Ralph Erskine, arquiteto britânico (n. 1914).
- 2007
  - Sajjadul Hasan, jogador de críquete bengali (n. 1978).
  - Manjural Islam Rana, jogador de críquete bengali (n. 1984).
  - Arthur Marshall, engenheiro, pioneiro da aviação e empresário britânico (n. 1903).
  - Iara Vargas, política brasileira (n. 1921).
- 2008
  - Ivan Dixon, ator, diretor e produtor americano (n. 1931).
  - Valentim Diniz, empresário português (n. 1913).
  - Ola Brunkert, músico sueco (n. 1946).
- 2009 — Alan Suddick, futebolista britânico (n. 1944).
- 2010 — Ksenija Pajčin, cantora, dançarina e modelo sérvia (n. 1977).
- 2012 — Aziz Ab'Saber, geógrafo, geólogo e ecólogo brasileiro (n. 1924).
- 2013 — Yadier Pedroso, jogador de beisebol cubano (n. 1986).
- 2014 — Gary Bettenhausen, automobilista americano (n. 1941).
- 2015 — Don Robertson, pianista e compositor americano (n. 1922).
- 2016 — Frank Sinatra Jr., cantor e ator norte-americano (n. 1944).
- 2019 — Dick Dale, guitarrista, cantor e compositor norte-americano (n. 1937).

## Feriados e eventos cíclicos

### Brasil
- Dia do Ouvidor.
- Dia da Bandeira do Estado do Paraná.
- Aniversário do município de Petrópolis, Rio de Janeiro.

### Mitologia romana
- Mitologia greco-romana: O primeiro dia do Bacanal – Festival de Dionísio (Baco, para os romanos), deus do vinho, dos grãos, da fertilidade e da alegria.

### Cristianismo
- Abão de Magheranoidhe
- José Gabriel del Rosario Brochero
- Julião de Anazarbo

## Outros calendários
- No calendário romano era o 17.º dia (XVII) antes das calendas de abril.
- No calendário litúrgico tem a letra dominical E para o dia da semana.
- No calendário gregoriano a epacta do dia é xv.